# Liste der Nummer-eins-Hits in Kanada (1986)
Diese Liste enthält alle Nummer-eins-Hits in Kanada im Jahr 1986. Es gab in diesem Jahr 41 Nummer-eins-Singles.
| Singles | Alben |
| --- | ----- |
| - Lionel Richie – Say You, Say Me - 4 Wochen (21. Dezember 1985 – 17. Januar 1986) - Corey Hart – Everything in My Heart - 1 Woche (18. Januar – 24. Januar) - Dionne Warwick & Friends – That’s What Friends Are For - 1 Woche (25. Januar – 31. Januar) - Falco – Rock Me Amadeus - 1 Woche (1. Februar – 7. Februar) - Klymaxx – I Miss You - 1 Woche (8. Februar – 14. Februar) - Billy Ocean – When the Going Gets Tough, the Tough Get Going - 1 Woche (15. Februar – 21. Februar) - Gloria Estefan – Conga - 1 Woche (22. Februar – 28. Februar) - Whitney Houston – How Will I Know - 1 Woche (1. März – 7. März) - Mr. Mister – Kyrie - 2 Wochen (8. März – 21. März) - Starship – Sara - 1 Woche (22. März – 28. März) - Glass Tiger – Don't Forget Me (When I'm Gone) - 2 Wochen (29. März – 11. April) - Atlantic Starr – Secret Lovers - 1 Woche (12. April – 18. April) - Dan Seals – Bop - 1 Woche (19. April – 25. April) - Jennifer Rush – The Power of Love - 2 Wochen (26. April – 9. Mai) - Sly Fox – Let's Go All the Way - 1 Woche (10. Mai – 16. Mai) - Pet Shop Boys – West End Girls - 1 Woche (17. Mai – 23. Mai) - Madonna – Live to Tell - 2 Wochen (24. Mai – 6. Juni) - Whitney Houston – Greatest Love of All - 1 Woche (7. Juni – 13. Juni) - George Michael – A Different Corner - 1 Woche (14. Juni – 20. Juni) - Patti LaBelle & Michael McDonald – On My Own - 2 Wochen (21. Juni – 4. Juli) - Billy Ocean – There’ll Be Sad Songs (To Make You Cry) - 1 Woche (5. Juli – 11. Juli) - Nu Shooz – I Can’t Wait - 1 Woche (12. Juli – 18. Juli) - El DeBarge – Who's Johnny - 1 Woche (19. Juli – 25. Juli) - Peter Gabriel – Sledgehammer - 2 Wochen (26. Juli – 8. August) - Peter Cetera – Glory of Love - 2 Wochen (9. August – 22. August) - Madonna – Papa Don’t Preach - 2 Wochen (23. August – 5. September) - Belinda Carlisle – Mad About You - 1 Woche (6. September – 12. September) - Steve Winwood – Higher Love - 1 Woche (13. September – 19. September) - Gloria Loring & Carl Anderson – Friends and Lovers - 1 Woche (20. September – 26. September) - Huey Lewis & the News – Stuck With You - 1 Woche (27. September – 3. Oktober) - Timex Social Club – Rumors - 2 Wochen (4. Oktober – 17. Oktober) - Doctor & the Medics – Spirit in the Sky - 1 Woche (18. Oktober – 24. Oktober) - Chris de Burgh – The Lady in Red - 2 Wochen (25. Oktober – 7. November) - Cyndi Lauper – True Colors - 1 Woche (8. November – 14. November) - Human League – Human - 1 Woche (15. November – 21. November) - Madonna – True Blue - 1 Woche (22. November – 28. November) - Stacey Q – Two of Hearts - 1 Woche (29. November – 5. Dezember) - Boston – Amanda - 1 Woche (6. Dezember – 12. Dezember) - Peter Cetera & Amy Grant – The Next Time I Fall - 1 Woche (13. Dezember – 19. Dezember) - Ben E. King – Stand by Me - 1 Woche (20. Dezember – 26. Dezember) - Bruce Hornsby & The Range – The Way It Is - 3 Wochen (27. Dezember 1986 – 16. Januar 1987) |       |